# Calliostoma marshalli
Calliostoma marshalli är en snäckart som beskrevs av Lowe 1935. Calliostoma marshalli ingår i släktet Calliostoma och familjen Calliostomatidae. Inga underarter finns listade i Catalogue of Life.